# Château d'Ouge
Le château d'Ouge est un château situé à Ouge, en France.

## Description
Le château d'Ouge, plutôt "maison seigneuriale", comme le décrit un "terrier" (inventaire des droits seigneuriaux) de 1665, est flanqué de trois tours percées d'embrasures de tir, dont deux rondes assez hautes et une octogonale contenant un bel escalier à vis. La porte d'entrée, qui donne accès à ce dernier, est surmontée par une bretèche, appelée "assommoir". Au XVIIe siècle, le château avait été agrandi au sud par un pavillon contenant un "poile" (pièce à tout faire) et à l'ouest par une chambre à four construite en aile. Ces deux adjonctions ont été détruites au XIXe siècle. 

## Localisation
Le château est situé sur la commune d'Ouge, dans le département français de la Haute-Saône.

## Historique
L'édifice est inscrit au titre des monuments historiques en 1989.
Le château d'Ouge a été construit par Jehan de Thon à partir de 1553 et est resté dans cette famille de très vieille chevalerie originaire du Barrois (aujourd'hui dans les Vosges) pendant plus de 130 ans. A la fin du XVIIe siècle, il appartenait à Pierre de Thon, docteur en théologie et curé à Osselle, près de Besançon. À la mort de ce dernier (avant 1685), la seigneurie passa à Charles de Champagne, arrière-petit-neveu de Louise de Champagne, qui avait épousé Girard de Thon, seigneur d'Ouge, en 1593 (Pierre était leur fils). En effet, il n'y avait pas d'autre héritier mâle,et la dernière descendante de la famille de Thon, Marguerite, avait épousé un de ses "sujets", Nicolas Ferrand, "laboureur" (agriculteur) à Ouge puis un autre, Antoine Caullet, à la mort de son premier mari, ce qui l'excluait de la succession. Charles de Champagne vendit la propriété en 1697 à Louis Madroux, prévôt de Vesoul, qui la céda aussitôt à Jean-Étienne de Montessus, seigneur de Vitrey. Ce dernier s'y installa quelques années avec son épouse et ses enfants, avant de laisser la place à la famille Régent (de 1705 à 1729), qui possédait une petite partie de la seigneurie de Chauvirey. Mais les Montessus étaient restés propriétaires du château d'Ouge et des terres attenantes et le resteront jusqu'en 1830, date de la mort de la dernière comtesse de Montessus, branche comtoise. En 1833, Patrice de Montessus, comte de Rully, et chef de la branche bourguignonne, qui avait hérité de toutes les propriétés de ses lointains cousins de Franche-Comté (dont les châteaux de Chauvirey-Dessous, Vitrey et Ouge) les vendit à Charles-Auguste Leroy de Lisa, ancien maire de Vesoul. Celui-ci vendit à son tour le château d'Ouge en 1838 à un couple d'agriculteurs d'Ouge, Jean-Baptiste et Jeanne-Marie Sol. Mais ceux-ci devront eux-mêmes le revendre en 1849 pour rembourser l'emprunt qu'ils avaient contracté pour le restaurer (réfection du toit et des ouvertures). Les acquéreurs étaient Pierre-Nicolas Dupuis, négociant en velours de Paris, et sa femme Thérèse-Angélique, née Paulmard, native du village. Ce sont eux qui ont reconstruit les communs, appelés "hébergeages". Le château restera ensuite dans la famille Paulmard, pendant quatre autres générations. 
Le château a été miraculeusement épargné lors de l'incendie du village en 1636. Il a été occupé par des officiers russes en 1814, autrichiens en 1815, prussiens en 1870 et allemands de 1940 à 1943.
Il est, depuis 1980, propriété de Bernard Bajolet, ambassadeur de France et ancien directeur de la Direction générale de la sécurité extérieure (DGSE) de 2013 à 2017.
Le logis fait d'abord l'objet d'une inscription aux monuments historiques le 30 juin 1989, protection qui se limite aux deux tours ainsi que la façade Est qui les relie et à la tour d'escalier Ouest avec son escalier à vis. Le 5 mai 2021, un nouvel arrêté se substitue à l'ancien pour étendre la protection à l'ensemble des façades et toitures du château.